# Clostridium tetani
Clostridium tetani (genannt auch Tetanusbazillus) gehört zu den stäbchenförmigen grampositiven Bakterien, ist anaerob und bildet Endosporen aus. C. tetani (von griechisch tetanos „Krampf“) ist der Erreger des Wundstarrkrampfes (Tetanus). Dieses Bakterium bildet vor allem die Toxine Tetanospasmin, nach Botulinustoxin das zweitstärkste bekannte Bakteriengift, und Tetanolysin.
C. tetani wurde unabhängig voneinander zuerst 1883 von dem russischen Chirurgen Nestor Monastyrski und ein Jahr später (1884) von dem deutschen Internisten Arthur Nicolaier entdeckt. Auch Friedrich Julius Rosenbach erforschte und beschrieb das Bakterium. Im Jahr 1889 gelang Shibasaburo Kitasato die Isolation und Anzucht des Tetanusbazillus.

## Vorkommen
Clostridium tetani kommt ubiquitär im Erdreich vor, insbesondere in alkalischen Böden. Andere mögliche Infektionsquellen sind Holz sowie die Ausscheidungen von Rindern, auch im menschlichen Darm werden die Bakterien gefunden. Offene Wunden können schnell mit dem Bakterium infiziert werden und so zur Tetanuserkrankung führen. Die gängige Schutzimpfung mit einem Tetanusimpfstoff schützt nicht vor dem Erreger selbst, sondern vor dem Tetanustoxin Tetanospasmin.
Wie alle Clostridien ist auch C. tetani anaerob. Die Sporen dagegen sind sehr widerstandsfähig und können jahrelang im Erdreich persistieren. Sie werden erst abgetötet, wenn sie mehrere Stunden bei über 150 °C erhitzt werden; alternativ 24 Stunden in Wasserstoffperoxid (6 %), Formalin (3 %), Phenol (5 %) oder Chloramin (1 %). Einfaches Abkochen oder viele Desinfektionsmittel sind hierfür unzureichend.
Die Sporen sind weit verbreitet und wurden auch im Darm und in Fäkalien verschiedener Tiere, einschließlich des Menschen, nachgewiesen. Sie können über eine Wunde (Bagatellverletzung wie Schürf-, Kratz- oder Bisswunden) zusammen mit Fremdkörpern wie Holzsplitter oder Dornen in die Körper gelangen. Für das Auskeimen wird ein sauerstoffarmes Wundmilieu benötigt, was durch Gewebeschäden oder Nekrosen vorliegen kann. Wenn sich dann die Bakterien in diesem Milieu vermehren, produzieren sie die für die Gefährlichkeit verantwortlichen Toxine.

## Aussehen und Eigenschaften

Sporulation von C. tetani

C. tetani ist 0,3–0,5 μm breit und 2–2,5 μm lang. Werden die Bakterien kultiviert, bilden sie lange, filamentöse Zellen. Die peritrichen Geißeln an der Oberfläche verleihen dem Bakterium seine Mobilität.
C. tetani hat ein Wachstumsoptimum zwischen 33 und 37 °C. Berücksichtigt man manche Stämme, so kann das Bakterium zwischen 14 und 43 °C wachsen. Die Sporulation in Kultur hängt von zahlreichen Faktoren wie Temperatur, pH-Wert oder Beschaffenheit des Mediums ab. Sie kennzeichnet sich durch die tennisschlägerförmige Stäbchen, bei denen die Sporen endständig gebildet werden. So wird sie unter sauren Bedingungen, hohen (≥ 41 °C) oder niedrigen Temperaturen (≤25 °C), Antibiotika und z. B. Glucose oder Kalium verhindert. Dagegen wird sie bei 37 °C, bei Anwesenheit von Ölsäure, 1–2 % NaCl oder Magnesium stimuliert. Für das Auskeimen sind anaerobe Bedingungen nötig, es wird durch z. B. Milchsäure beschleunigt.

## Pathogenese
Die von C. tetani gebildeten Exotoxine sind Tetanospasmin und Tetanolysin. Die Bedeutung des hämolytisch wirkenden Tetanolysins ist noch nicht geklärt. Das für die Krankheitserscheinungen ursächliche Toxin Tetanospasmin wird entlang von Nervenbahnen oder über das Blut zur grauen Substanz des Rückenmarks transportiert. Dort spaltet es das Synaptobrevin, welches an der Ausschüttung von Neurotransmittern beteiligt ist. Hierdurch werden die hemmenden Synapsen von Motoneuronen blockiert, wodurch das Nervensystem nicht mehr hemmend auf den betroffenen Muskel einwirken kann. Tetanospasmin wirkt daher als Neurotoxin und gilt als eines der stärksten bekannten Gifte. Die minimale tödliche Dosis für Menschen wird auf weniger als 2,5 ng pro kg Körpergewicht geschätzt.
Klinische Krankheitszeichen beginnen mit Kopfschmerzen und gesteigerter Reflexauslösbarkeit. Schrittweise folgt die Ausbildung des Trismus (Kieferklemme durch Tonuserhöhung der Kaumuskulatur), des Risus sardonicus (Teufelsgrinsen, bewirkt durch die Kontraktion der mimischen Muskulatur) und eine Verkrampfung der Streckmuskulatur des Rumpfes, Opisthotonus genannt, sowie Streckkrämpfe von Rumpf und Extremitäten, welche durch äußere Reize begünstigt werden. Diese Zeichen nehmen zu und können äußerst schmerzhaft werden, wenn Muskeln klonisch kontrahiert werden und schließlich der Kranke in Rückenlage nur noch auf Kopf und Fersen ruht. Auch Wirbelsäulenbrüche sind hierdurch vorgekommen. Eine ausführliche Darstellung des Krankheitsbildes Tetanus siehe dort.

## Therapie
Die Therapie des Tetanus erfolgt zum einen durch Behandlung der Quelle weiterer Erreger beziehungsweise Toxine durch chirurgische Wundrevision mit ausgedehntem Débridement. Zusätzlich erfolgt eine hochdosierte Gabe von Penicillin oder Breitspektrumantibiotika, da häufig eine Mischinfektion vorliegt.
Bei tiefen, verschmutzten Wunden und vorhandener Grundimmunisierung und zuletzt erfolgter Auffrischung vor mehr als 5 Jahren erfolgt eine aktive Immunisierung mit Tetanustoxoid. Bei unvollständiger Grundimmunisierung innerhalb der letzten 10 Jahre bzw. unklarem Impfstatus erfolgt eine kombinierte aktive (Tetanustoxoid) und passive (Hyperimmunglobulin) Immunisierung. Bei vorhandener Grundimmunisierung oder Auffrischung in den letzten 5 Jahren ist keine Prophylaxe erforderlich.

## Meldepflicht
Der Nachweis von Clostridium tetani ist nach dem deutschen Bundesgesetz Infektionsschutzgesetz nicht meldepflichtig. In einigen deutschen Bundesländern und in der Schweiz besteht jedoch eine Meldepflicht für Tetanus (siehe dort) oder wird die Einführung einer solchen diskutiert. Auskünfte erteilen dazu die obersten Gesundheitsbehörden der jeweiligen Bundesländer. Nach dem Recht Mecklenburg-Vorpommerns besteht eine Pflicht zur nichtnamentlichen Meldung bezüglich des direkten oder indirekten Nachweises.
Nach dem Recht Sachsens ist der direkte oder indirekte Nachweis von Clostridium tetani dem zuständigen Gesundheitsamt namentlich zu melden, soweit der Nachweis auf eine akute Infektion hinweist.